# Stana Đurić-Klajn
Stana Đurić-Klajn (serbisch-kyrillisch Стана Ђурић-Клајн, geborene Đurić, zeitweise verheiratete Ribnikar; * 22. Apriljul. / 5. Mai 1905greg. (nach anderen Angaben 1908) in Belgrad; † 18. Februar 1986 ebenda) war eine jugoslawische Musikwissenschaftlerin und Pianistin.

## Leben
Sie studierte von 1923 bis 1927 Vergleichende Literaturwissenschaft und Musikgeschichte an der Universität Belgrad, darauf folgte 1927/28 ein Klavierstudium bei Lazare Lévy in Paris. Bis 1941 trat sie als Konzertpianistin auf. 1932 gründete sie die Musikzeitschrift Zvuk, die sie bis 1936 und nochmals von 1955 bis 1965 leitete.
Sie lehrte von 1937 bis 1945 an einer Musikschule in Belgrad, im Anschluss war sie bis 1971 Professorin für die Musikgeschichte Jugoslawiens an der Belgrader Musikakademie, die 1957 Teil der neugegründeten Universität der Künste Belgrad wurde.

## Familie
Stana Đurić-Klajn war in erster Ehe mit Vladislav S. Ribnikar (1900–1955), dem Besitzer der Tageszeitung Politika, verheiratet, mit dem sie zwei Töchter sowie den Sohn Slobodan Ribnikar (1929–2008, Chemiker) hatte. In zweiter Ehe war sie mit dem Psychologen und Theaterdirektor Hugo Klajn (1894–1981) verheiratet, aus dieser Ehe stammt der Sohn Ivan Klajn (1937–2021), ein Linguist.

## Werke
- Uvod u istoriju jugoslovenske muzike (Einführung in die Geschichte der jugoslawischen Musik), 1959
- (als Herausgeberin): Srpska muzika kroz vekove (Die serbische Musik durch die Jahrhunderte), 1973
- Akordi prošlosti (Akkorde der Vergangenheit), 1981
- Mladi dani Stevana Mokranjca (Die Jugendtage des Stevan Mokranjac), 1981, 2. Aufl. 2007, ISBN 978-86-84387-12-9
- Muzički zapisi (Musikbezogene Schriften), 1986

Stana Đurić-Klajn verfasste zahlreiche Artikel über klassische Komponisten für die erste Ausgabe der Enciklopedija Jugoslavije, die erste Auflage von Die Musik in Geschichte und Gegenwart und die erste Auflage des New Grove, sowie Rezensionen von Konzerten und Opernaufführungen für die Zeitung Politika.